# Hofmark Kammerberg

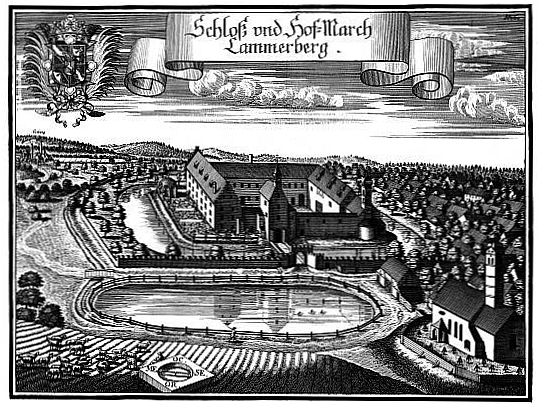
Schloss und Hofmark Kammerberg, Stich von Michael Wening (1701)

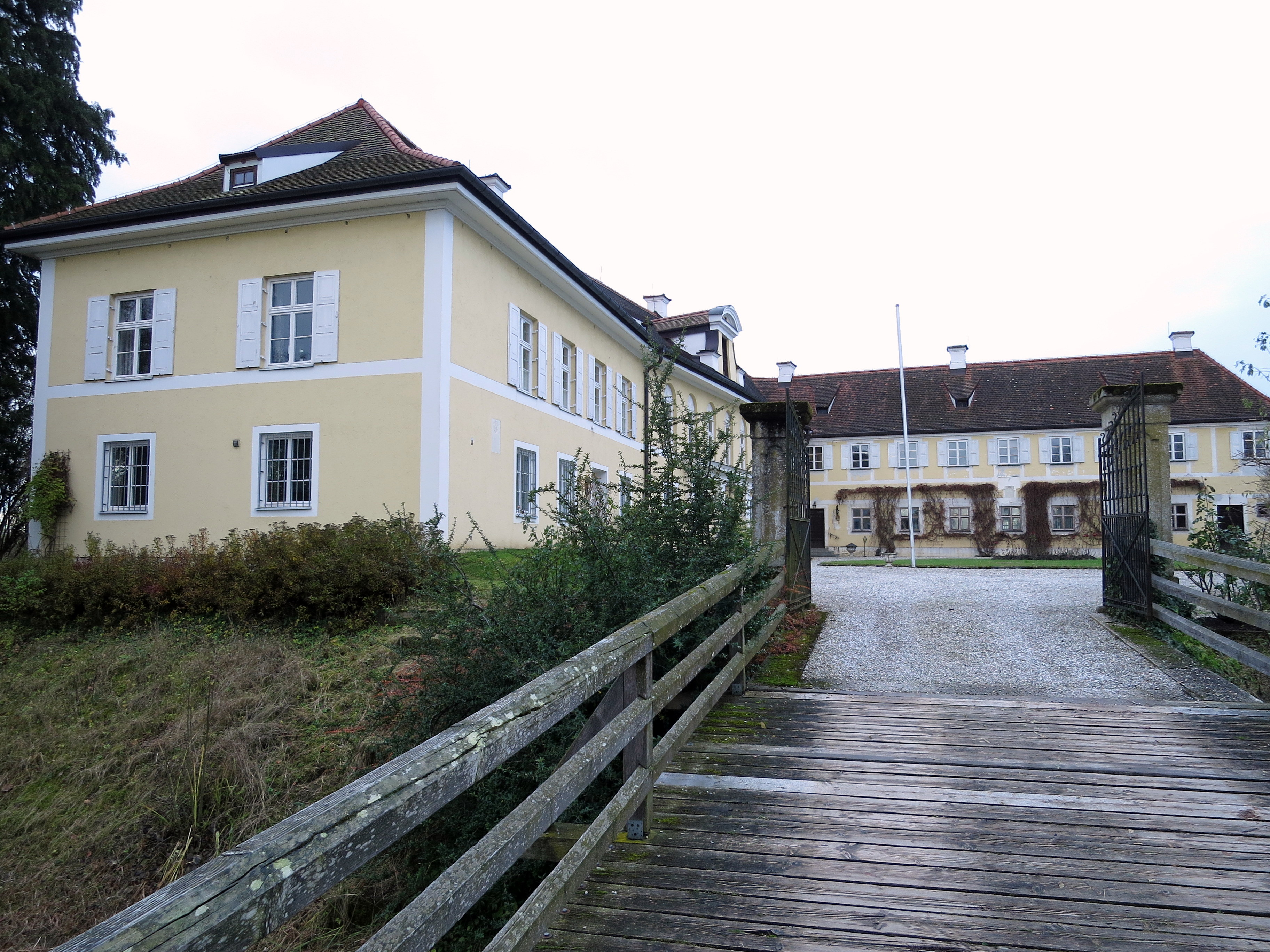
Schloss Kammerberg heute

Die Hofmark Kammerberg war eine Hofmark mit Sitz in Kammerberg, heute ein Gemeindeteil von Fahrenzhausen im oberbayerischen Landkreis Freising.

## Geschichte
Im 13. Jahrhundert hatte sich ein Zweig der wittelsbacher Ministerialen von Camer abgespalten, die sich nach ihrem Sitz zu Kammerberg nannten. Sie saßen seit der zweiten Hälfte des 13. Jahrhunderts auf der Burg Kammerberg im Landgericht Kranzberg. 1452 verkauften die Kammerberger die Hofmark Kammerberg an Konrad von Freyberg. Sie gelangte 1518 nach dem Tod des Ambrosius von Freyberg durch dessen Tochter Ursula an deren Ehemann Wilbold von Pirching. Dieser vererbte die Hofmark 1560 durch seine Tochter Anna an Günther von Bünau. 1609 verkaufte dessen Bruder Rudolf die Hofmark Kammerberg an den Münchener Ratsbürger Franz Füll.
Im Jahr 1814 verkaufte die Familie Füll die Hofmark an den Posthalter zu Unterbruck Karl Paur, der 1818 die Bildung eines Patrimonialgerichts II. Klasse veranlasste. Danach wechselte sie in kurzer Zeit noch zweimal den Besitzer. 1821 gelangte sie durch Verkauf an den vormaligen Kanoniker von St. Martin in Landshut Johann Baptist von Ickstatt. Von dessen Erben Johann Vincenz von Ickstatt wurde die Hofmark 1828 an Johann von Vequel verkauft, die sich seit 1852 Freiherren von Vequel-Westernach nannten. Die Familie besaß seit 1833 auch die Hofmarken Hohenkammer und Giebing. Die letzten Reste der Adelsherrschaft wurden in der Revolution 1848 abgeschafft.